# Mauro Rasi
Mauro Perroca Rasi (Bauru, 27 de fevereiro de 1949 — Rio de Janeiro, 22 de abril de 2003)  foi um escritor e dramaturgo brasileiro.

## Biografia
Embora formado em música pelo Conservatório Musical Pio XII em Bauru, desde os 13 anos se dedicou ao teatro. Com esta idade, escreveu e dirigiu uma peça para o Festival de Teatro Amador de São Paulo de 1963, "Duelo do Caos Morto". Rasi acabou vencendo o prêmio de melhor autor. Antônio Abujamra assistiu a este trabalho de estreia e incentivou Rasi a continuar escrevendo para teatro.
Morou no Rio de Janeiro por mais de vinte anos. Embora tenha saído de Bauru há décadas, costumava dizer que Bauru não saía dele. Rasi garantia que a referência de sua obra era sempre a terra natal.
Ganhou fama no final dos anos 80 ao escrever peças estreladas, em sua maioria, pela atriz Marieta Severo, como em "A Estrela do Lar". Outras obras teatrais de sua autoria incluem "Dr. Alvarenga" e "A Dama do Cerrado". Nos anos 90 ele começou a se destacar também como cronista. Nos últimos anos de sua vida fazia parte do quadro do jornal O Globo. Seus textos tinham como característica o humor ácido e misturavam a essência do caipira com a sofisticação dos moradores do Leblon. Suas crônicas simulavam conversas com as tias e descreviam as farpas trocadas entre elas e o sobrinho famoso, com referências a filmes, livros e celebridades televisivas. 
Após sua morte em 2003, uma coletânea com algumas de suas melhores crônicas foi publicado pela Ediouro: "Eu, Minhas Tias, Meus Gatos e Meu Cachorro" com prefácio de Miguel Falabella.  
Além das crônicas, Rasi teve um quadro no programa "Fantástico", da Rede Globo, chamado "A Hora do Alçapão". A principal marca de Rasi era falar, com humor cáustico, da sociedade brasileira. Seu último trabalho, "Batalha de Arroz num Ringue para Dois", com Cláudia Jimenez e Miguel Falabella, foi um sucesso.
Mauro Rasi morreu aos 54 anos  em seu apartamento no bairro do Leblon. Ele estava mal de saúde nos últimos dias, segundo amigos. Vítima de câncer no pulmão, convalescia de uma cirurgia  para retirar um tumor da bexiga.

## No cinema
O texto Pérola  foi transformado em filme, estreando em 2023, dirigido por Murilo Benício e roteirizado por Adriana Falcão, Jô Abdu e Marcelo Saback baseado na obra homônima de Mauro Rasi. É estrelado por Drica Moraes como Pérola, uma matriarca que tem sua história contada com base nas lembranças de seu filho. O filme conta ainda com Rodolfo Vaz, Cláudia Missura e Louise Cardoso no elenco. Mauro Rasi é interpretado por Leonardo Fernandes.
Pérola teve sua première mundial em 8 de outubro de 2022 no Festival do Rio, onde foi recebido com aceitação pela crítica e público.[3] O filme foi lançado no Brasil em 28 de setembro de 2023 pela H2O Films.

## Peças de teatro
- 1962 - O Duelo do Caos Morto
- 1965 - Depoimento
- 1966 - Razões para a Liberdade
- 1971 - A Massagem
- 1971 - El Cabaret
- 1971 - Os Bastardos
- 1973 - Ladies na Madrugada
- 1978 - As 1.001 Encarnações de Pompeu Loredo
- 1978 - Se Minha Empregada Falasse
- 1980 - A Direita do Presidente
- 1981 - A Receita do Sucesso
- 1982 - Doce Deleite
- 1983 - A Mente Capta
- 1984 - A Família Titanic
- 1985 - Pedra, a Tragédia
- 1985 - Tupã, a Vingança
- 1985 - Batalha de Arroz num Ringue para Dois
- 1987 - A Cerimônia do Adeus
- 1988 - A Bofetada
- 1989 - A Estrêla do Lar
- 1992 - Baile de Máscaras
- 1992 - Viagem a Forli
- 1994 - 5X Comédia
- 1995 - Pérola
- 1996 - A Dama do Cerrado
- 1996 - As Tias do Mauro Rasi
- 1999 - O Crime do Dr. Alvarenga
- 2001 - Alta Sociedade
- 2002 - Aqui se Faz, Aqui se Paga
- 2003 - Ladies na Madrugada (musical)

## Televisão
- Armação Ilimitada
- Tamanho Família
- TV Pirata
- Fantástico - A Hora do Alçapão (crônicas)
- Sai de Baixo
- Quarto Poder (TVE - Rede Brasil, 1994)

## Livros publicados
- A Alegria (antologia de doze textos organizada pela editora Publifolha, com o conto "Ida a Tupã")
- Pérola - Editora Record
- Trilogia (com "A Estrela do Lar", "A Cerimônia do Adeus" e "Viagem a Forli") - Editora Relume Dumará
- Eu, minhas tias, meus gatos e meu cachorro - 2003 - Ediouro
- Teatro de Mauro Rasi - 2013 - Giostri Editora
- Teatro de Mauro Rasi - 2014 - Giostri Editora

## Prêmios
- 1987 - Prêmio Molière de Melhor autor de teatro por Cerimônia do Adeus [1]
- 1989 - Prêmio Shell de Melhor autor de teatro por A Estrela do Lar [2]
- 1991 - Prêmio Shell de Melhor autor de teatro por O Baile de Máscaras [2]
- 1991 - Prêmio Molière de Melhor autor de teatro por O Baile de Máscaras
- 1995 - Prêmio Shell de Melhor autor de teatro por Pérola [2]